# Waldheim-mavo
De Waldheim-mavo is een protestants-christelijke school voor vmbo-t (oorspronkelijk mavo) onderwijs in Baarn.
De Waldheim-mavo is in 1975 ontstaan uit een fusie tussen de Astro Mavo en de Wilhelmina Mavo. In 1976 betrok de school het pand aan de Vondellaan.

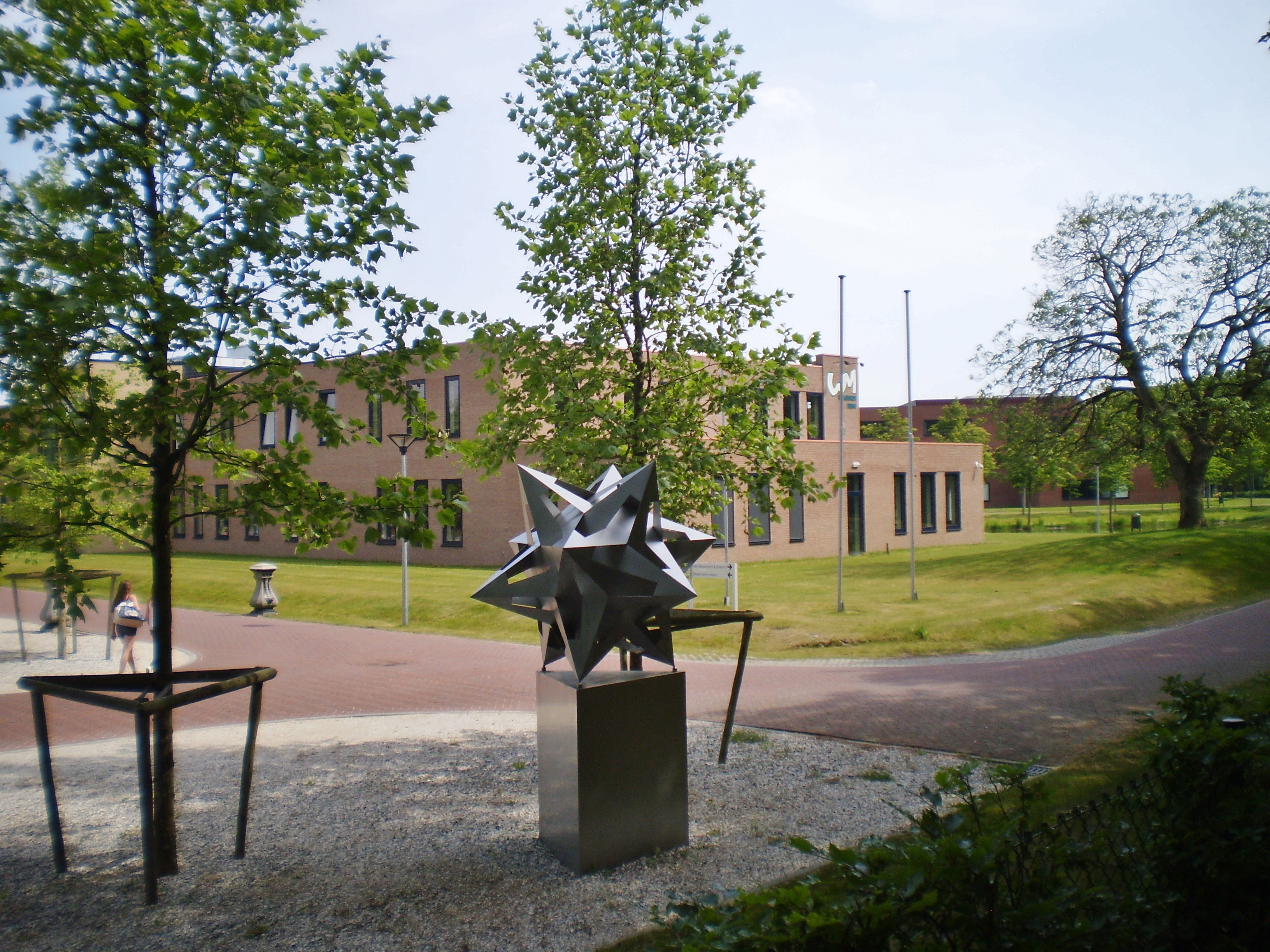
Waldheim-mavo
met Escher kunstwerk

De naam van de school is ontleend aan de villa "WALDHEIM" die op het terrein aan de Vondellaan stond. Van 1919 tot 1969 werd deze villa gebruikt als schoolgebouw door Het Baarnsch Lyceum.
Sinds 2005 biedt de Waldheim-mavo leerlingen die gemotiveerd zijn voor een wat bredere basisopleiding een sportklas of een theaterklas. In 2009 is een begin gemaakt aan de bouw van een nieuwe school op het terrein van Het Baarnsch Lyceum, waar beide scholen inmiddels een nieuw gebouw hebben gekregen. Er is geen sprake van een fusie.
Sinds juli 2011 heeft de Waldheim-mavo het nieuwe gebouw aan de Torenlaan in gebruik genomen. Een leuk detail is dat bij de ingang van het nieuwe terrein de twee oorspronkelijke delen van het toegangshek van de villa zijn geplaatst. Daarop is ook de naam terug te vinden.
In het schooljaar 2015/2016 is de Waldheim-mavo nog twee talentklassen gestart. Naast de reguliere klas, sportklas of theaterklas kunnen leerlingen ook kiezen voor de businessklas of scienceklas.